# Camarea hirsuta
Camarea hirsuta là một loài thực vật có hoa trong họ Malpighiaceae. Loài này được A.St.-Hil. mô tả khoa học đầu tiên năm 1823.

## Hình ảnh

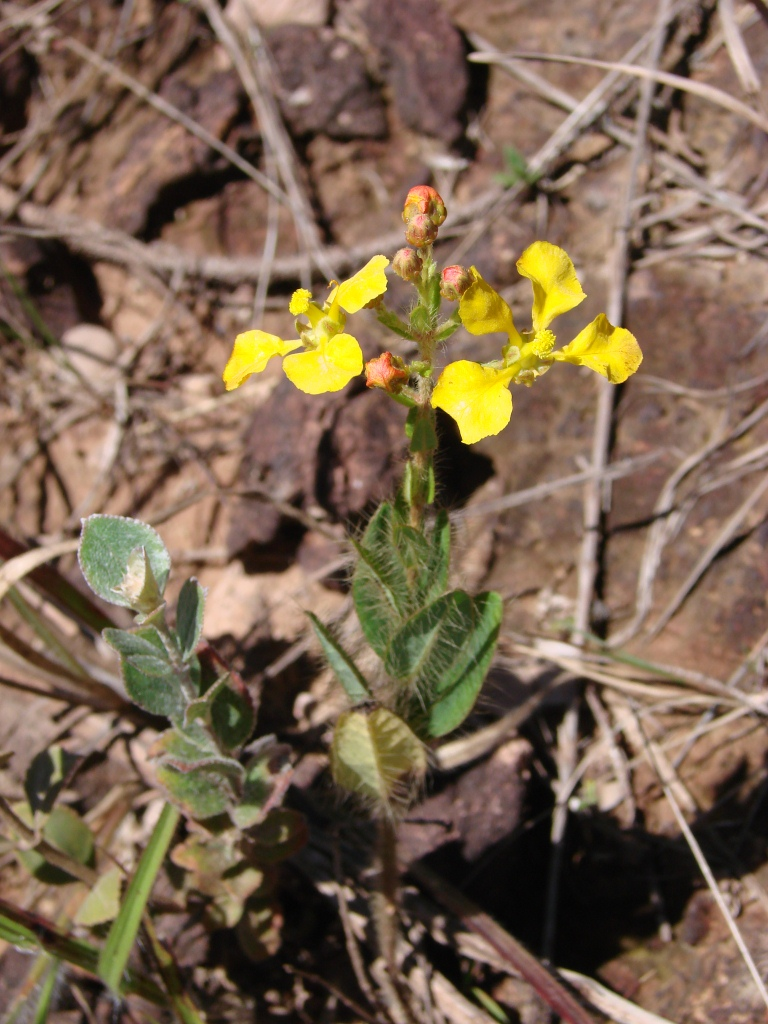
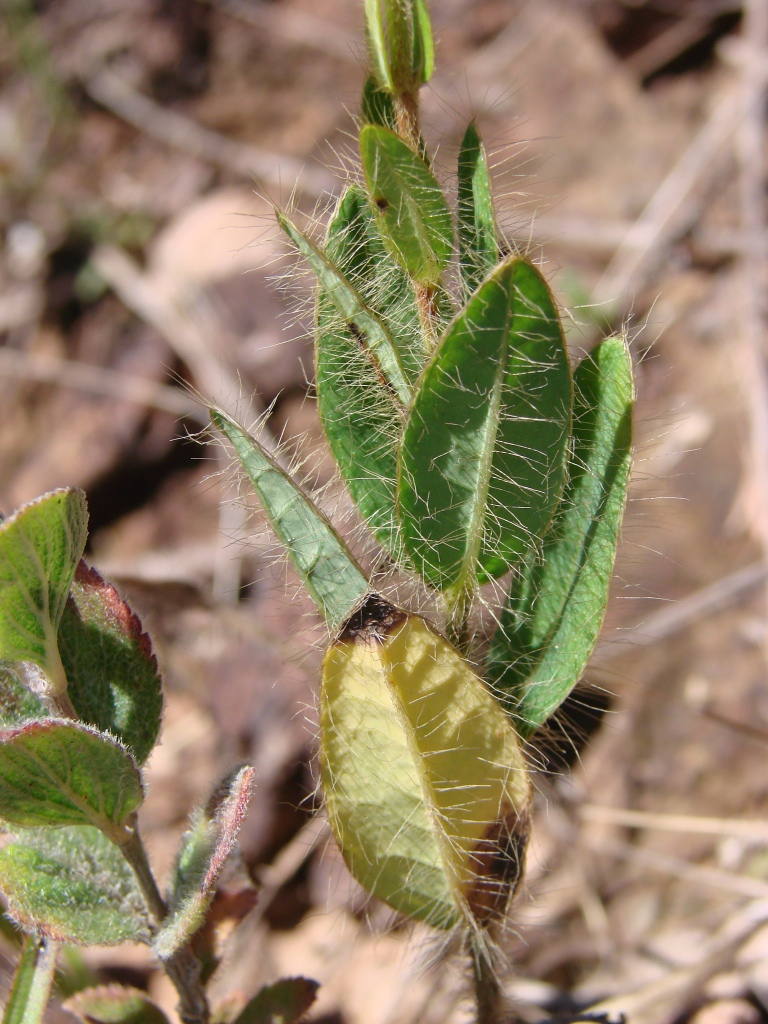